# Harald Stein
Harald August Edvard Stein (9. marts 1840 i København – 5. januar 1900 i København) var en dansk biskop, søn af Sophus August Vilhelm Stein, bror til Valdemar og Theobald Stein. 
Stein blev teologisk kandidat 1866 og året efter kateket ved Holmens Kirke. 1872 overtog han stillingen
som præst ved Diakonissestiftelsen, og her virkede han i otte år. 
Både i tale og skrift slog han til lyd for kristne barmhjertighedsgerninger, og især diakonissesagen og menighedsplejesagen lå ham stærkt på sinde. Også Magdalenehjemmets oprettelse skyldes for en væsentlig del Stein.
1880 blev han sognepræst ved den nyopførte Matthæus Kirke på Vesterbro i et sogn på 30 000 mennesker, men han udrettede også her meget, dels gennem sin forkyndelse, dels gennem en organiseret menighedspleje. 
1879 var han bleven formand for Københavns Indre Mission, og som sådan fungerede han indtil 1886 og fik blandt andet i løbet af den tid Bethesda opført og indviet. 
1889 kaldtes han til biskoppen over Odense Stift. Hans helbred blev dårligt med årene, og 1899 måtte han tage sin afsked. 
Stein hørte til den højkirkelige lejr, men var i øvrigt en irenisk skikkelse. Kun med Vilhelm Beck havde han en skarp fejde 1896. 
Han udgav blandt andet 1869—75 Kristelig Kalender sammen med J. Paulli, Nogle Blade af den kristne Kvindes Historie (1872), Hvad vil den indre Mission? (1876), flere prædikensamlinger og en levnedsskildring af R. Frimodt (1879).